# Lietuvos krepšinio lyga MVP finali
Il Lietuvos krepšinio lyga MVP finali è il premio conferito dalla Lietuvos krepšinio lyga al miglior giocatore delle partite finali per il titolo.

## Vincitori

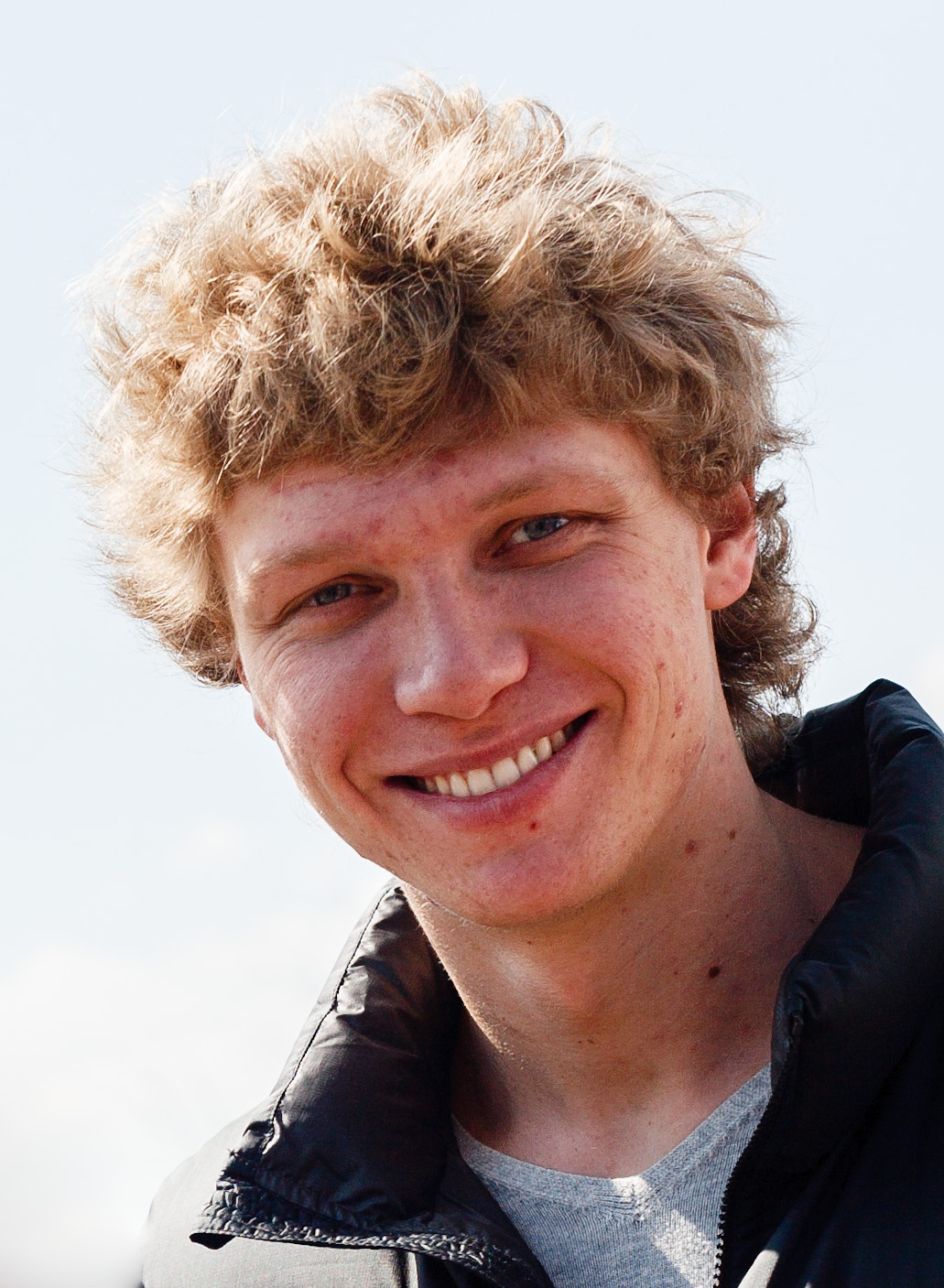
Mindaugas Kuzminskas vincitore nel 2012-2013.

| Stagione  | Nazionalità   | Giocatore               | Squadra         |
| --------- | ------------- | ----------------------- | --------------- |
| 1993-1994 | Lituania      | Gintaras Einikis        | Žalgiris Kaunas |
| 1994-1995 | Lituania      | Gintaras Einikis (2)    | Žalgiris Kaunas |
| 1995-1996 |               |                         |                 |
| 1996-1997 |               |                         |                 |
| 1997-1998 |               |                         |                 |
| 1998-1999 |               |                         |                 |
| 1999-2000 | Lituania      | Eurelijus Žukauskas     | Žalgiris Kaunas |
| 2000-2001 | Lituania      | Ramūnas Šiškauskas      | Lietuvos rytas  |
| 2001-2002 | Lituania      | Arvydas Macijauskas     | Lietuvos rytas  |
| 2002-2003 | Lituania      | Arvydas Macijauskas (2) | Lietuvos rytas  |
| 2003-2004 | Stati Uniti   | Tanoka Beard            | Žalgiris Kaunas |
| 2004-2005 | Lituania      | Mindaugas Timinskas     | Žalgiris Kaunas |
| 2005-2006 | Lituania      | Andrius Šležas          | Lietuvos rytas  |
| 2006-2007 | Stati Uniti   | Tanoka Beard (2)        | Žalgiris Kaunas |
| 2007-2008 | Stati Uniti   | Marcus Brown            | Žalgiris Kaunas |
| 2008-2009 | Stati Uniti   | Chuck Eidson            | Lietuvos rytas  |
| 2009-2010 | Lituania      | Martynas Gecevičius     | Lietuvos rytas  |
| 2010-2011 | Lituania      | Paulius Jankūnas        | Žalgiris Kaunas |
| 2011-2012 | Lituania      | Tomas Delininkaitis     | Žalgiris Kaunas |
| 2012-2013 | Lituania      | Mindaugas Kuzminskas    | Žalgiris Kaunas |
| 2013-2014 | Lituania      | Paulius Jankūnas (2)    | Žalgiris Kaunas |
| 2014-2015 | Lituania      | Artūras Milaknis        | Žalgiris Kaunas |
| 2015-2016 | Ucraina       | Jerome Randle           | Žalgiris Kaunas |
| 2016-2017 | Lituania      | Edgaras Ulanovas        | Žalgiris Kaunas |
| 2017-2018 | Stati Uniti   | Brandon Davies          | Žalgiris Kaunas |
| 2018-2019 | Lituania      | Edgaras Ulanovas (2)    | Žalgiris Kaunas |
| 2019-2020 | Non assegnato | Non assegnato           | Non assegnato   |
| 2020-2021 | Stati Uniti   | Thomas Walkup           | Žalgiris Kaunas |
| 2021-2022 | Lituania      | Arnas Butkevičius       | Rytas Vilnius   |
| 2022-2023 | Stati Uniti   | Isaiah Taylor           | Žalgiris Kaunas |
| 2023-2024 | Stati Uniti   | Marcus Foster           | Rytas Vilnius   |
| 2024-2025 | Francia       | Sylvain Francisco       | Žalgiris Kaunas |

## Statistiche

### Plurivincitori
| Giocatore           | Squadra         | Vinti | Anni       |
| ------------------- | --------------- | ----- | ---------- |
| Gintaras Einikis    | Žalgiris Kaunas | 2     | 1994, 1995 |
| Arvydas Macijauskas | Rytas Vilnius   | 2     | 2002, 2003 |
| Tanoka Beard        | Žalgiris Kaunas | 2     | 2004, 2007 |
| Paulius Jankūnas    | Žalgiris Kaunas | 2     | 2011, 2014 |
| Edgaras Ulanovas    | Žalgiris Kaunas | 2     | 2017, 2019 |

### Per nazionalità
| Nazionalità | Vittorie |
| ----------- | -------- |
| Lituania    | 17       |
| Stati Uniti | 8        |
| Ucraina     | 1        |
| Francia     | 1        |

### Squadre vincitrici
| Vinti | Squadra         |
| ----- | --------------- |
| 19    | Žalgiris Kaunas |
| 8     | Rytas Vilnius   |